# Luce Irigaray
Luce Irigaray (Blaton (actualment integrat a Benissart, Bèlgica), 3 de maig de 1930), és una filòsofa, lingüista i psicoanalista que ha estat un dels referents del moviment feminista francès.

## Biografia

### Inicis
Va estudiar Filosofia a la Universitat de Lovaina i va donar classes en un institut de Brussel·les durant uns anys. Es va traslladar a París per ampliar els estudis. L'any 1961, es va Llicenciar en Psicologia i, el 1962, en Psicopatologia, per la Universitat de París. Durant els anys 1962-1964, va treballar al Consell Nacional d'Investigacions científiques de Bèlgica i al CNRS francès. L'any 1968 es va doctorar en Lingüística. Entre 1970 i 1974 va ensenyar a la Universitat de Vincennes. Durant aquest temps també va ser membre de l'Escola Freudiana de París, creada per Jacques Lacan, on va formar com a Psicoanalista.

### Pensament
A la seva tesi doctoral, “Speculum d'autre femme”, publicada el 1974, barreja alguns dels camps en què s'havia format: filosofia, psicoanàlisi i feminisme. Irigaray critica la visió falocèntrica pròpia dels discursos filosòfics i psicoanàlítics que han exclòs tradicionalment a les dones. L'obra no va ser ben rebuda a la Universitat de Vincennes i l'autora va haver d'abandonar el seu treball com a professora. En els seus escrits posteriors, va aprofundir en la seva crítica a les teories de Lacan. Durant les dècades del 1980 i 1990 Írigaray va treballar com a professora de Filosofia a la Universitat Erasme de Rotterdam i com a professora emèrita de Filosofia de la Universitat de Liverpool. Les publicacions de Luce Irigaray van tenir una àmplia acceptació en l'àmbit del feminisme i una gran difusió en el plànol internacional. El seu treball va influir en el moviment feminista francès i en l'italià. Durant els anys 90 Irigaray va fer estudis, pel Consell Nacional d'Investigacions Científiques de París, sobre diferències de llenguatge entre homes i dones.